# Sten Carlberg
Sten Carlberg, folkbokförd Sten Roland Karlberg, född 6 oktober 1925 i Stockholm, död 19 augusti 1998 i Farsta församling i Stockholm, var en svensk kompositör, textförfattare, musiker, skådespelare samt TV- och radioproducent.

## Uppväxt
Sten Carlberg var son till järnvägstjänstemannen Harald Carlberg och Gerda Grönberg.

## Producent
Carlberg arbetade som producent vid Radiotjänst från 1948 och Sveriges Television från 1961.
Han skrev alla manus till TV-programmen med Drutten och Gena där han även gjorde rösten som den inte särskilt skönsjungande krokodilen Gena.

## Kompositör
Carlberg gjorde musiken till sången Sommar, sommar, sommar (1952), signaturen till den animerade Bamse-serien och musiken till filmen Mästerdetektiven Blomkvist på nya äventyr.

## Musiker
Carlberg började sin artistkarriär som gitarrist i Sam Samsons orkester och radiodebuterade 1936. Därefter medverkade han ofta i radio som gitarrist, bland annat i Vårat gäng. När Don Redmans stora amerikanska orkester 1946 turnerade i Sverige, var han en av de svenska elitmusiker som kompletterade besättningen, hans gitarrsolon kan höras bland annat i Loretta. I detta sammanhang tillfrågad om sina musikaliska förebilder svarade han att han sällan lyssnade på andra gitarrister. Det var ett förvånande svar vid denna tid, när så gott som alla plankade amerikanska jazzmusiker. På 1960-talet uppträdde han som gitarristen "Öset" Luhring i Helmer Bryds Eminent Five Quartet med Gunnar Svensson i Mosebacke Monarki.
Under Eurovision Song Contest 1986 kunde man se Carlberg framföra ett gitarrsolo med bar överkropp i Lasse Holms och Monica Törnells bidrag "E' de' det här du kallar kärlek".

## Privatliv
Sten Carlberg gifte sig 1948 med Inger Näs (1926–1962), med vilken han fick tre döttrar, och 1963 med TV-producenten Liliane Carlberg (1936–2024), med vilken han fick ytterligare två döttrar. Sten Carlberg är begravd på Skogskyrkogården i Stockholm.